# WASP-15b
WASP-15b(固有名:Asye)は2009年に発見された太陽系外惑星である。地球と太陽の間の20分の1の軌道を、1年より1%だけ多い公転周期で公転する。質量は木星質量の半分程度であるが、半径は50%近く大きいため、惑星の密度はわずか水の4分の1程度である。

## 名称
2019年、世界中の全ての国または地域に1つの系外惑星系を命名する機会を提供する「IAU100 Name ExoWorldsプロジェクト」において、WASP-15とWASP-15bはコートジボワール共和国に割り当てられる系外惑星系となった。このプロジェクトは、「国際天文学連合100周年事業」の一環として計画されたイベントの1つで、コートジボワール国内での選考、国際天文学連合 (IAU) への提案を経て、太陽系外惑星とその母星に固有名が承認されるものであった。2019年12月17日、IAUから最終結果が公表され、WASP-15bはAsye、HAT-P-14はNyamienと命名された。Asyeは、コートジボワールに住むアカン族の伝承で大地を司る女神をあらわし、Nyamienはアカン族の伝承で創造の神をあらわす。